# Hamadryas tegyra
Hamadryas tegyra är en fjärilsart som beskrevs av Hans Fruhstorfer 1916. Hamadryas tegyra ingår i släktet Hamadryas och familjen praktfjärilar. Inga underarter finns listade i Catalogue of Life.